# Kuopio
Kuopio (finsky  ˈkuo̯pi̯o) je město ve východním Finsku, 330 km severovýchodně od Helsinek. Je administrativním centrem provincie Severní Savo. V roce 2025 zde žilo přes 125 600 obyvatel a bylo tak devátým největším finským městem. Jeho centrum leží na poloostrově devátého největšího finského jezera jezera Kallavesi a z celkové rozlohy 4 326 km² zaujímá 1 084 km² vodní plocha. Nejvyšším bodem města je kopec Puijo s výškou 232 m n. m.

## Historie
Kuopio bylo založeno v roce 1653 guvernérem Perem Brahem. Městská práva Kuopiu udělil 17. listopadu roku 1775 švédský král Gustav III.
V Kuopiu se nachází několik staveb z 19. století. K nejvýznamnějším z nich patří luteránská katedrála z let 1806–1815 a pravoslavný kostel sv. Mikuláše.

## Kultura
Kuopio je kulturním centrem východního Finska. Město charakterizuje zejména zdejší dialekt finštiny. Typickým jídlem je chleba plněný rybou (finsky kalakukko).
Ve městě je i městské muzeum a skanzen, muzeum umění a několik galerií. Samozřejmostí je městské divadlo, kino, knihovna a centrum hudby. Mimo jiné zde vznikla industrial metalová skupina Turmion Kätilöt.
Kuopio je podobně jako řada jiných finských měst univerzitním městem a daří se zde výzkumu v mnoha oblastech.

## Lyžařské středisko
Město je také velké sportovní středisko. Kuopio patří společně s Lahti k nejvýznamnějším zimním střediskům ve Finsku. Podobně jako v Lahti a Kuusamu se zde pravidelně konají závody Světového poháru ve skocích na lyžích. Rozsáhlý lyžařský areál na kopci Puijo (na jeho vrcholu je věž Puijo patřící k symbolům města) zahrnuje kromě skokanských můstků také síť běžeckých tratí protínající okolí. Proslulý je také každoroční bruslařský maraton.

## Doprava
Do Kuopia se dá přicestovat jak autem, tak i vlakem včetně Pendolina. 14 km severně od města u obce Siilinjärvi je od roku 1940 letiště, které v roce 2010 přepravilo okolo 254 000 cestujících. Asi 18 % cestujících byli cizinci.

## Partnerská města
- Besançon, Francie
- Bodø, Norsko
- Castrop-Rauxel, Německo
- Craiova, Rumunsko
- Gera, Německo
- Győr, Maďarsko
- Jönköping, Švédsko
- Minneapolis, Minnesota USA
- Opole, Polsko
- Pitkjaranta, Rusko
- Pskov, Rusko
- Svendborg, Dánsko
- Trabzon, Turecko
- Winnipeg, Manitoba, Kanada

## Galerie

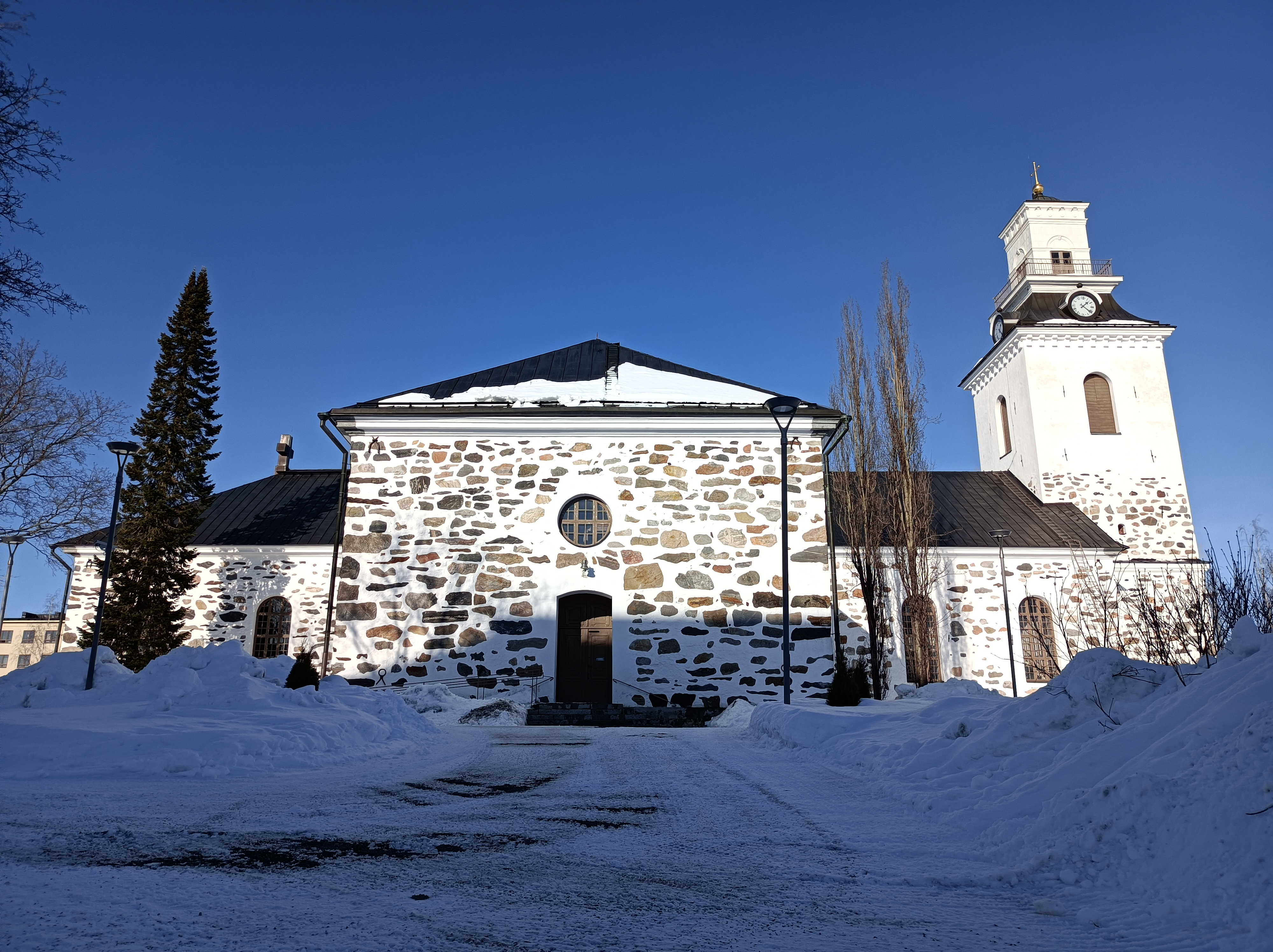
Katedrála v Kuopiu
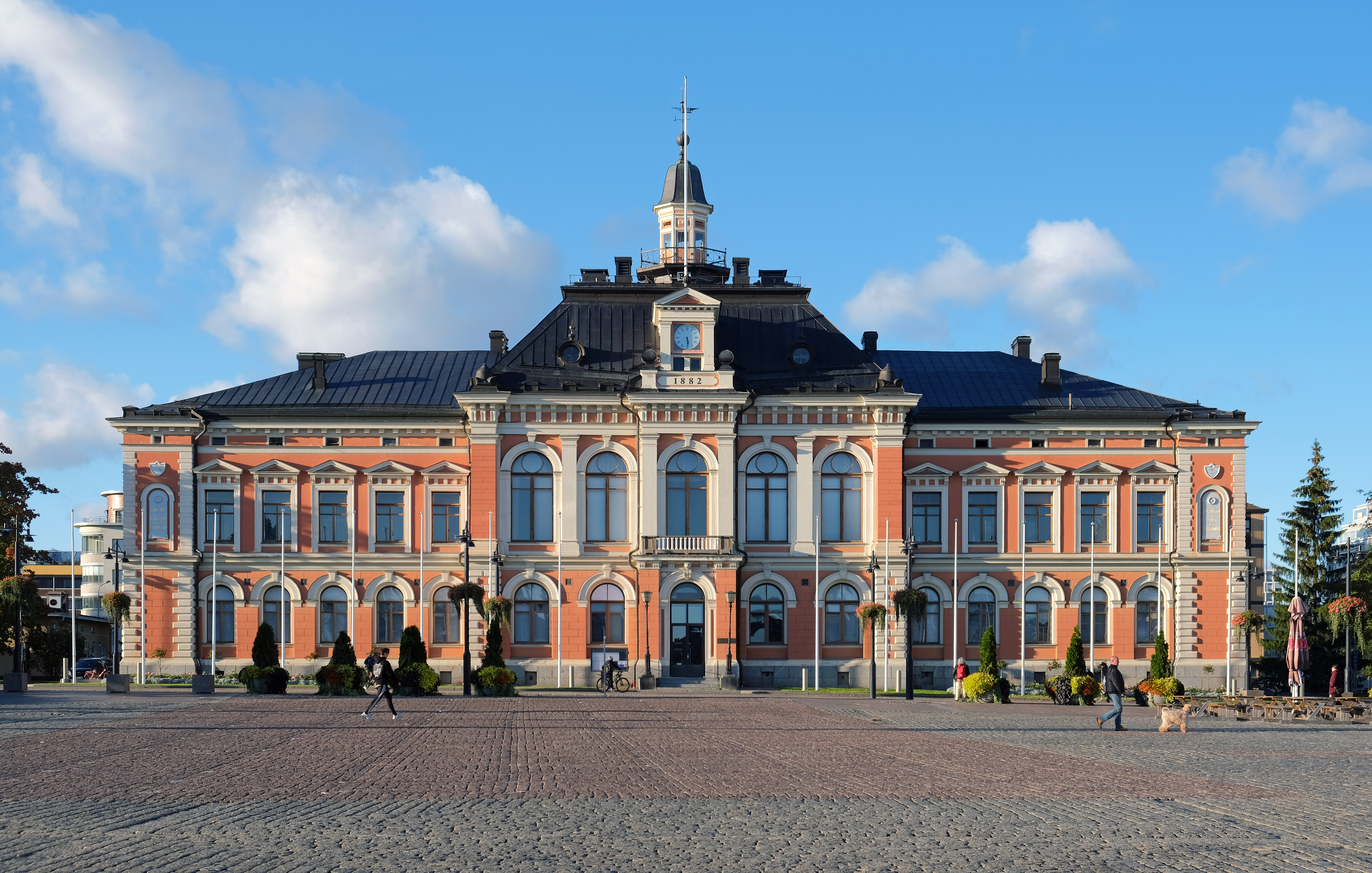
Radnice v Kuopiu
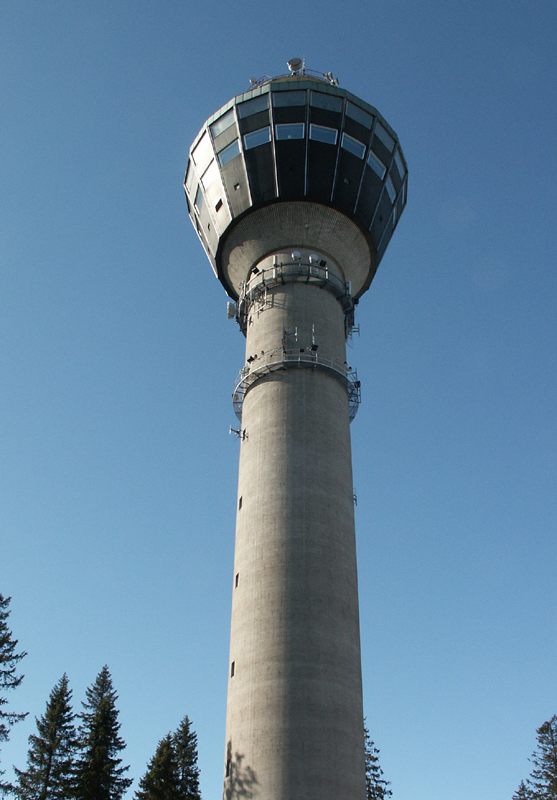
Věž Puijo na vrcholu stejnojmenného kopce Puijo
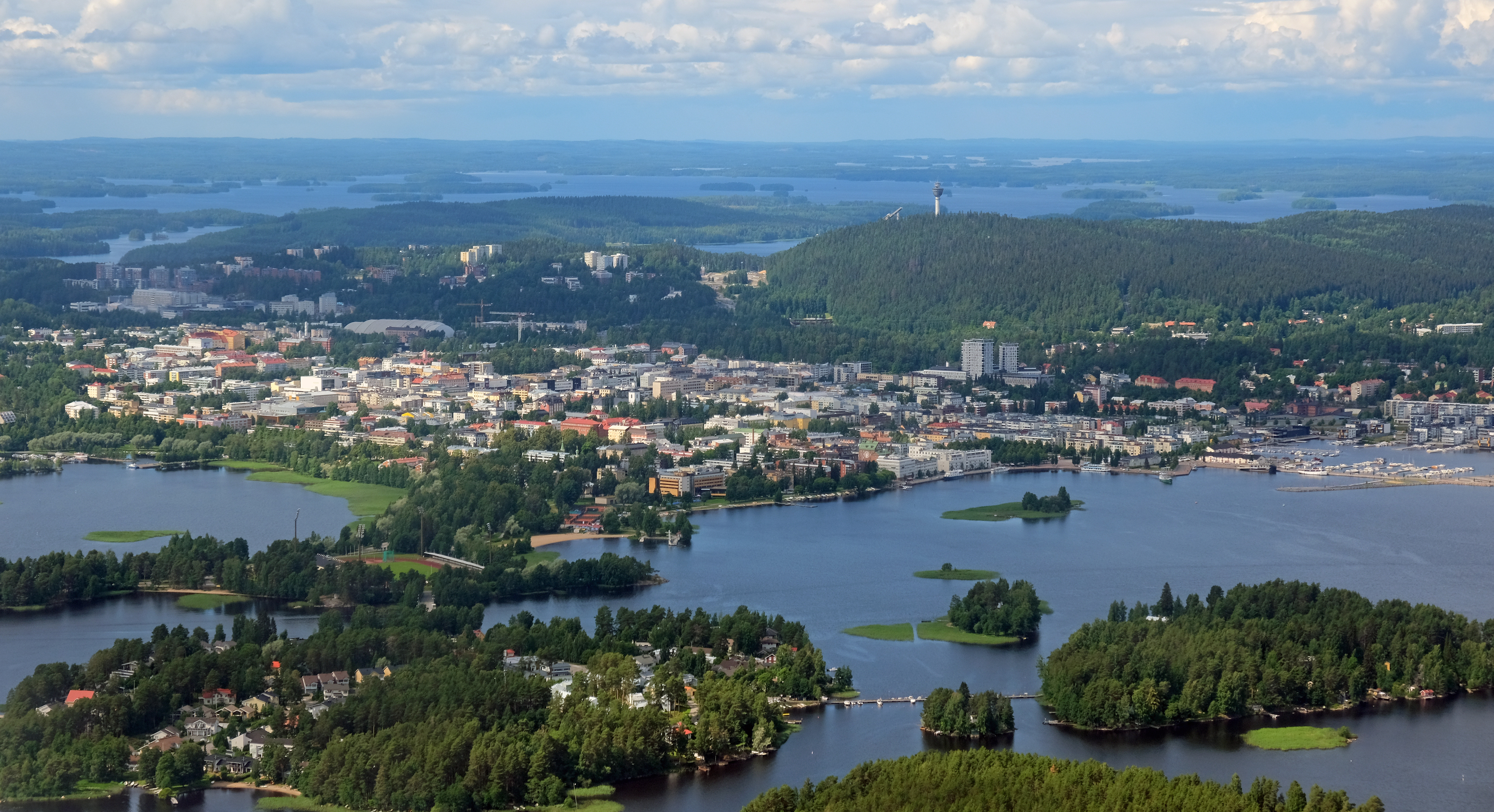
Kuopio